# Amoreira (Puerto del Son)
Amoreira (en gallego y oficialmente A Amoreira) es una aldea situada en la parroquia de Miñortos en el municipio de Porto do Son, provincia de La Coruña, Galicia, España.
En 2022 tenía una población de 121 habitantes (59 hombres y 62 mujeres). Está situada a 61 metros sobre el nivel del mar a 10 km de la capital municipal. Las localidades más cercanas son Linteiros, Bouzas y Fontenla.
Es el núcleo central de la parroquia de Miñortos y el más poblado. La iglesias parroquial se encuentra en esta localidad.